# Lizenzspieler
Ein Lizenzspieler ist ein Profisportler im Mannschaftssport. 
Im Fußball gelten Spieler, die das Fußballspiel aufgrund eines mit einem Lizenzverein oder einer Kapitalgesellschaft geschlossenen schriftlichen Vertrages betreiben und durch Abschluss eines schriftlichen Lizenzvertrages mit dem Ligaverband zum Spielbetrieb zugelassen sind, als Lizenzspieler. Lizenzvereine sind im deutschen Fußball diejenigen Vereine, die einer Lizenzliga angehören. Die Lizenzligen in Deutschland sind die 1. und 2. Bundesliga, die seit 2004 von der Deutschen Fußball Liga organisiert werden. Historisch gesehen wurden der Status des Lizenzspielers in der Bundesrepublik Deutschland 1963 einhergehend mit der Einführung der Fußball-Bundesliga eingeführt. Weil der Deutsche Fußball-Bund jedoch keinen Profifußball wie in anderen westeuropäischen Ländern wünschte, waren die meisten Spieler nur so genannte Halbprofis, d. h., sie waren neben dem Fußball weiterhin berufstätig. Der DFB erlaubte ein monatliches Gehalt von maximal 1200 DM, ließ (auf Antrag) jedoch Ausnahmen für Nationalspieler zu, um deren Abgang ins Ausland zu verhindern. Auf Druck der Vereine gab der DFB 1972 die Zahlungen an Spieler im Profibereich schließlich komplett frei.
Von Lizenzspielern zu unterscheiden sind Amateurspieler und sogenannte Nicht-Amateure ohne Lizenz.